# Jacques Bellefroid
Pour les articles homonymes, voir Bellefroid.
 (août 2017).
- Si vous ne connaissez pas le sujet, laissez ce bandeau (vous pouvez alors contacter les auteurs).
- Si vous supprimez le contenu mis en cause (vous pouvez préalablement contacter les auteurs),

argumentez précisément cette suppression dans la page de discussion
(un manque de référence n'est pas un argument ; une recherche réelle de référence doit avoir été effectuée, être formellement documentée).
 (août 2017).
Si vous disposez d'ouvrages ou d'articles de référence ou si vous connaissez des sites web de qualité traitant du thème abordé ici, merci de compléter l'article en donnant les références utiles à sa vérifiabilité et en les liant à la section « Notes et références ».
Jacques Bellefroid est un écrivain français né le 30 novembre 1936 à Lille.décédé  à Paris le 20 septembre  2024

## Biographie
Jacques Bellefroid croise Jean-Paul Aron, Eugène Ionesco et Philippe Soupault au cours de ses années de lycée.
À vingt ans, il s'installe à Paris.
Dès l'année suivante, Jean Paulhan publie ses premiers textes dans la revue NRF.
Professeur, lecteur aux éditions Plon, il collaborera au Mercure de France et à la création de « L'Herne 10/18 ». Son premier roman La Grand Porte est ouverte à deux battants paraît en 1964. Il est aujourd'hui l'auteur de plusieurs romans et d'une pièce de théâtre publiés, ainsi qu'une anthologie de ses poèmes aux éditions de La Différence.

## Liste des œuvres
- La Grand porte est ouverte à deux battants, roman, 1re éd. L'Herne 10/18, 1964, 140 pages, 2e éd. La Différence, 1987  (ISBN 2-7291-0243-4)
- Les Étoiles filantes, roman, 136 pages, éd. La Différence, 1984  (ISBN 2-7291-0133-0), éd. Folio (15/02/2001)
- Le Réel est un crime parfait, monsieur Black, roman, 296 pages, éd. Folio réf. 3419, 1985  (ISBN 2-07-041365-9)
- Le Réel est un crime parfait, monsieur Black, roman, 286 pages, éd. La Différence, 1985  (ISBN 2-7291-0168-3)
- Voyage de noces, roman, 200 pages, éd. La Différence, 1986 (2e éd. 1987,  (ISBN 2-7291-0777-0)
- Le Voleur du temps, roman, 248 pages, éd. La Différence, 1987  (ISBN 2-7291-0253-1)
- Les Festins de Kronos, poésie, 1988, 280 pages, éd. La Différence, 1988  (ISBN 2-7291-0360-0)
- Peines capitales, roman, 232 pages, éd. La Différence, 1989  (ISBN 2-7291-0439-9)
- Les Clefs d'or, théâtre, pièce en trois actes, 128 pages, éd. La Différence, 1993  (ISBN 2-7291-0912-9)
- Fille de joie, roman, 496 pages, éd. La Différence, 1999,  (ISBN 2-7291-1273-1), éd. Folio (05/2001)
- L’Agent de change, roman, éd. La Différence, 2000  (ISBN 2-7291-1309-6)
- L’Ogre et les Grenouilles, jeunesse, éd. La Différence, 2013  (ISBN 978-2-7291-2006-1)
- Soulages : Encre noire sur pages blanches, essai, éd. du Canoë, 2019  (ISBN 978-2-4902-5112-4)

## Pour approfondir